# فينغ رينليانغ
فينغ رينليانغ (بالصينية: 冯仁亮) (12 مايو 1988 بتيانجين في الصين - ) هو لاعب كرة قدم صيني في مركز الوسط. شارك مع منتخب الصين لكرة القدم. أما مع النوادي، فقد لعب مع شانغهاي غرينلاند شينهوا وغوانغجو إفرغراند تاوباو ونادي تشانغتشون ياتاي ونادي غويزهو رينهي وTianjin Huochetou F.C. ‏.

## روابط خارجية
- فينغ رينليانغ على موقع قاعدة بيانات كرة القدم.إي يو (الإنجليزية)
- فينغ رينليانغ على موقع ناشيونال فوتبول تيمز (الإنجليزية)
- فينغ رينليانغ على موقع Soccerway.com (الإنجليزية)